# Ramón Fernández Durán
Ramón Fernández Durán (Sevilla, 1947- Madrid 10 de maig de 2011) va ser un enginyer i urbanista espanyol, conegut sobretot per ser un activista i autor en temes d'ecologisme social. Va estar més de 30 anys vinculat a l'activisme social, i és un referent del moviment antiglobalització. Va ser membre fundador d'Ecologistes en Acció. Malalt de càncer, uns mesos abans de morir va decidir abandonar el tractament de quimioteràpia.

## Activisme
Ramón Fernández Durán es va destacar en la lluita contra l'OTAN, contra la Unió Europea (Moviment contra l'Europa de Maastricht), contra l'economia financera i el paper dels combustibles fòssils en el capitalisme.
Va col·laborar amb el Transnational Institute i l'International Forum on Globalization. El 1998 va ser un dels impulsors de la confederació estatal d'Ecologistes en Acció.
També va ser professor col·laborador de la Universitat Carles III de Madrid, Universitat Pontifícia de Comillas, Facultat de Geografia de la Universitat de Barcelona, Universitat Internacional d'Andalusia en La Rábida i l'INAP, entre d'altres.

## Obres
- En la espiral de la energía (Dos toms: Historia de la humanidad desde el papel de la energía (pero no solo) y Colapso del capitalismo global y civilizatorio), obra pòstuma completada per Luis González Reyes. Libros en Acción, 2014. Disponible complet online
- La Quiebra del Capitalismo Global: 2000-2030. Preparándonos para el comienzo del colapso de la Civilización Industrial. Virus Editorial / Libros en Acción / Baladre, 2011. Extracte del primer capítol
- El crepúsculo de la era trágica del petróleo: Pico del oro negro y colapso financiero (y ecológico) mundial. Editorial Virus / Ecologistas en Acción, 2008.
- El Antropoceno. La expansión del capitalismo global choca con la Biosfera. Virus Editorial / Libros en Acción, 2011.
- Cancún, tras Copenhague, final de un falso camino que nos han hecho recorrer. Fin del Cambio Climático como vía para “Salvar todos juntos el Planeta". 2010.
- El Estado y la conflictividad políticosocial en el siglo XX. Claves para entender la crisis del siglo XXI. Virus Editorial / Libros en Acción, 2010.
- Tercera Piel, Sociedad de la Imagen y conquista del alma. Virus Editorial / Libros en Acción / Baladre, 2010
- Claves del ecologismo social (coautor). Libros en Acción - Ecologistas en Acción, 2009.
- Un Planeta de Metrópolis (en crisis): Explosión urbana y del transporte motorizado, gracias al petróleo. Baladre / Zambra / Ecologistas en Acción / CGT, 2008.
- El Tsunami urbanizador español y mundial. Editorial Virus, 2006.
- La compleja construcción de la Europa superpotencia. Editorial Virus, Barcelona, 2005.
- Capitalismo (financiero) global y guerra permanente. Editorial Virus, Barcelona, 2003.
- Situación Diferencial de los Recursos Naturales en España (coautor). Fundación César Manrique (colección Economía vs Naturaleza), 2002.
- Capitalismo Global, Resistencias Sociales y Estrategias del Poder (coautor). Editorial Virus, Barcelona, 2001.
- ¿Qué Crisis? Transformaciones de la Sociedad del Trabajo (coautor). Editorial Gakoak, Donostia, 1997.
- Contra la Europa del Capital y la Globalización Económica. Editorial Talasa, Madrid, 1996
- Desarrollo, Pobreza y Medio Ambiente (coautor). Editorial Talasa, Madrid, 1995.
- La Explosión del Desorden. La Metrópoli como Espacio de la Crisis Global. Editorial Fundamentos, Madrid, 1993.
- La Crisis Social de la Ciudad (coautor). Alfoz, Madrid, 1987
- El Movimiento Alternativo en la RFA. El Caso de Berlín. Editorial La Idea, Madrid, 1985.
- Transporte, Espacio y Capital. Editorial Nuestra Cultura, Madrid, 1980.